# Пипер, Хедвиг Катарина
Графиня Хедвиг Катарина Пипер (швед. Hedvig "Hedda" Catharina Piper, урождённая Ekeblad; 1746—1812) — шведская дворянка, придворная дама.

## Биография
Родилась в 1746 году в Стокгольме. Была дочерью канцлера графа Класа Экеблада и его жены Евы Делагарди.

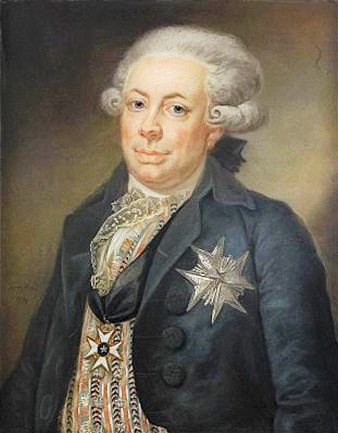
Карл Густаф Пипер

2 апреля 1769 года вышла замуж за графа Карла Густафа Пипера. Её муж был богатым человеком, но брак был омрачён его отношениями со слугой по фамилии Бек (Beck), которые продолжались до смерти Бека в 1788 году. Бек был богат и после смерти завещал по 1000 риксдалеров каждому из детей Пиперов. 
В 1774—1780 годах Хедвиг Катарина имела титул статс-дамы у королевы Софии Магдалены Датской,  в 1780—1795 годах была гофмейстериной, а в 1795—1805 годах — обер-гофмейстериной. Также была на службе при дворе королевы Фредерики Баденской. На смену Хедвиг Катарины Пипер пришла Луиза фон Ферзен и Пипер отдалилась от двора.
Умерла в 1812 году в Стокгольме.
В семье Хедвиг Катарины и Карла Густафа родились:
- Carl Claes Piper (1770—1850),
- Gustaf Piper (1771—1859),
- Eric Piper (1772—1833).